# Melitaea pallida
Melitaea pallida är en fjärilsart som beskrevs av Tutt 1896. Melitaea pallida ingår i släktet Melitaea och familjen praktfjärilar. Inga underarter finns listade i Catalogue of Life.